# Louis le Roy

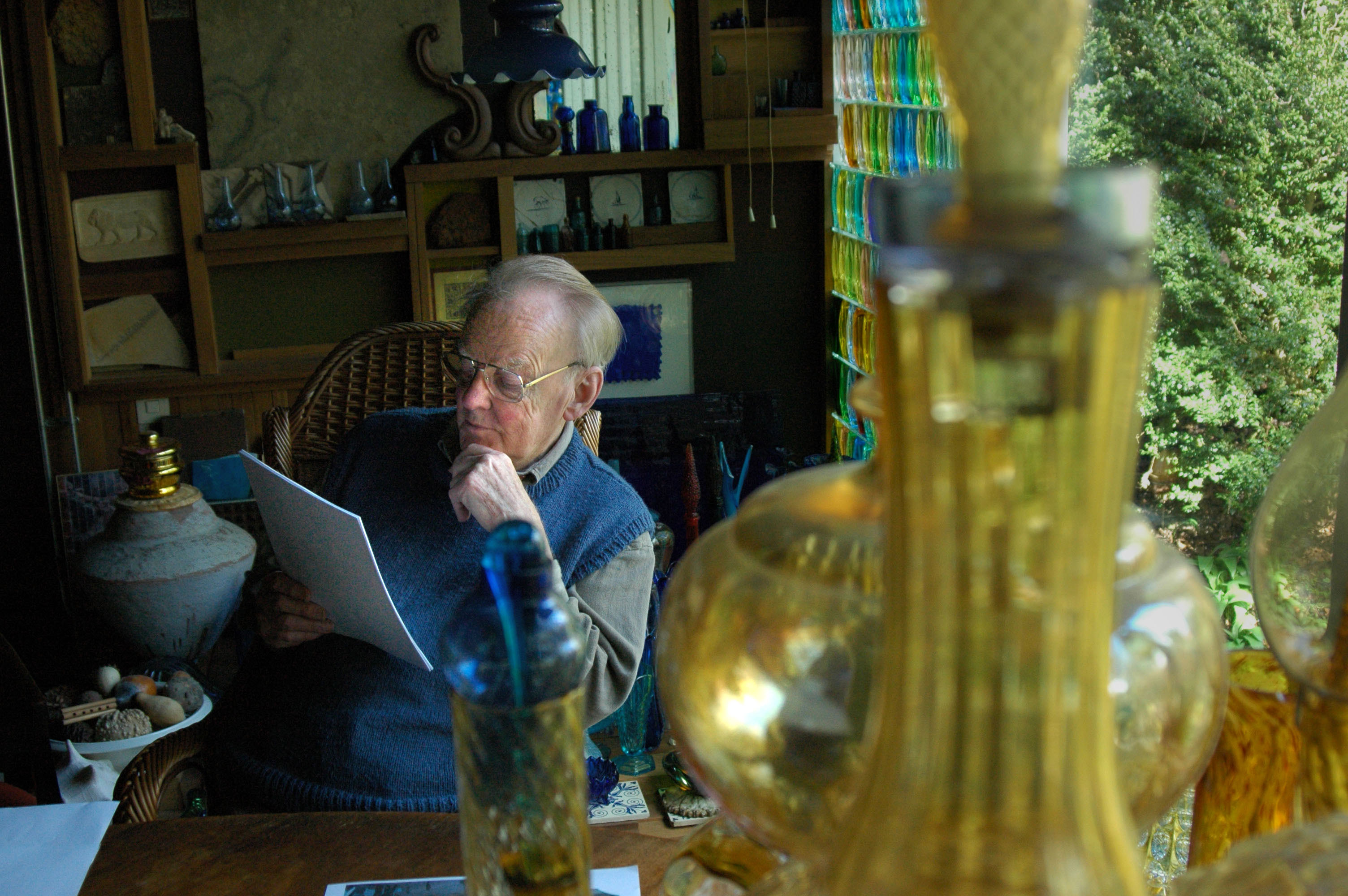
Louis le Roy 2006 in seinem Arbeitszimmer

Louis Guillaume le Roy (* 31. Oktober 1924 in Amsterdam; † 15. Juli 2012 in Oranjewoud bei Heerenveen) war ein niederländischer Architekt und „Öko-Pionier“.

## Werk
Er ist Autor u. a. des 1973 in den Niederlanden erschienenen Buches Natur ausschalten – Natur einschalten.
International bekannt geworden ist le Roy durch seine unkonventionelle Freiraumgestaltung. Herausragend ist hierbei die Arbeit an seiner Ökokathedrale in Mildam (Niederlande). Zusammen mit seiner Frau Inge hat er 2001 die Stiftung ZEIT gegründet, damit die Arbeit an der Ökokathedrale in Mildam und anderen Ökokathedralen in den kommenden Generationen weitergeführt wird. Le Roy war Ehrenmitglied des Deutschen Werkbundes und Honorarprofessor für Ökologie und experimentelle Umweltgestaltung im Studiengang Architektur der TU Braunschweig. 2007 erhielt le Roy für sein Lebenswerk den Gerrit-Benner-Preis für bildende Kunst.

## Veröffentlichungen
- Natur ausschalten – Natur einschalten. Klett-Cotta, Stuttgart 1978, ISBN 3-12-906930-5